# 마두라 유나이티드 FC
마두라 유나이티드 FC(인도네시아어: Madura United Football Club)는 마두라섬 파메카산을 연고로 하는 인도네시아의 축구단이다. 현재 리가 1에 참가하고 있다.

## 선수 명단

### 현역
참고: FIFA 자격 규정에 따라 소속된 국가대표팀 국기를 표시합니다. 선수는 복수의 FIFA 비회원국 국적을 가지고 있을 수 있습니다.
| 번호 | 포지션 | 국적 | 이름   |
| ---- | ------ | ---- | ------ |
| 11   | MF     |      | 룰리냐 |

| 번호 | 포지션 | 국적 | 이름            |
| ---- | ------ | ---- | --------------- |
| 99   | FW     |      | 유세프 에제자리 |

## 역대 감독
| 감독            | 임기        |
| --------------- | ----------- |
| 마리오 켐페스   | 1996        |
| 파비우 레푼지스 | 2021 ~ 2023 |
| 파울루 메네제스 | 2024 ~      |